# 大橋健男
大橋 健男（おおはし たけお、1951年（昭和26年）1月31日 - 2019年（令和元年）10月23日）は、日本の政治家。宮城県宮城郡松島町長（2期）。

## 来歴

### 町長就任以前
宮城県宮城郡松島町出身。東北大学大学院工学研究科を修了し、一級建築士となった。
1978年（昭和53年）に仙台市役所入庁後、街並みデザイン課長・住環境整備課長等を歴任し、松島町長選挙へ立候補するため2006年（平成18年）12月に退職した。

### 2007年1月松島町長選挙
仙台市役所を退職後、汚職事件で逮捕・起訴された内田鉄夫の辞任に伴い2007年（平成19年）1月9日に告示された松島町長選挙に立候補した。選挙では前松島町議会議員の松谷昭一に443票差で落選した。
※当日有権者数：13,529人 最終投票率：72.75%（前回比：-6.36pts）
| 候補者名 | 年齢 | 所属党派 | 新旧別 | 得票数  | 得票率 | 推薦・支持 |
| -------- | ---- | -------- | ------ | ------- | ------ | ---------- |
| 松谷昭一 | 58   | 無所属   | 新     | 5,106票 | 52.3%  |            |
| 大橋健男 | 55   | 無所属   | 新     | 4,663票 | 47.7%  |            |

### 2007年4月松島町長選挙
松谷昭一が当選し町長に就任してから2か月が経った2007年（平成19年）3月4日、利府町内の国道45号で起きた交通事故により松谷は死去した。これにより町長不在となり、松島町選挙管理委員会は新たに町長選挙を第16回統一地方選挙に合わせ実施した。
2007年（平成19年）4月17日に告示された松島町長選挙では、大橋のみが立候補し、無投票で初当選を果たした。

### 2011年松島町長選挙
2011年（平成23年）4月に大橋の任期満了に伴い予定されていた松島町長選挙は、東日本大震災の影響で延期となった。その後、同年9月6日に告示が行われ、大橋と前町長の内田鉄夫、他1人が立候補した。同年9月11日の選挙では大橋が他2人を抑え4,694票を獲得、2選を果たした。
※当日有権者数：13,000人 最終投票率：68.46%（前回比：-4.29pts）
| 候補者名 | 年齢 | 所属党派 | 新旧別 | 得票数  | 得票率 | 推薦・支持 |
| -------- | ---- | -------- | ------ | ------- | ------ | ---------- |
| 大橋健男 | 60   | 無所属   | 現     | 4,694票 | 53.3%  |            |
| 内田鉄夫 | 63   | 無所属   | 元     | 2,925票 | 33.2%  |            |
| 小幡公雄 | 62   | 無所属   | 新     | 1,195票 | 13.5%  |            |

### 2015年松島町長選挙
2015年（平成27年）8月25日に大橋の任期満了に伴い告示された松島町長選挙では、大橋と元松島町議会議長の櫻井公一の2人が立候補した。同年8月30日の選挙では大橋は614票差で櫻井に敗北し、町長を退任することとなった。
※当日有権者数：12,739人 最終投票率：61.19%（前回比：-7.27pts）
| 候補者名 | 年齢 | 所属党派 | 新旧別 | 得票数  | 得票率 | 推薦・支持 |
| -------- | ---- | -------- | ------ | ------- | ------ | ---------- |
| 櫻井公一 | 65   | 無所属   | 新     | 4,162票 | 54.0%  |            |
| 大橋健男 | 64   | 無所属   | 現     | 3,548票 | 46.0%  |            |

### 晩年
2018年（平成30年）に開催された第12回「いつもありがとう」作文コンクールにて、大橋の孫が大橋を題材として綴った「あんこのきずな」という作文が3万8086点の作品の中から最優秀賞に選ばれた。この作文中に大橋が病気を患っていたことが記されている。
2019年（令和元年）10月23日に死去。68歳没。